# Tiến quân ca
Tiến quân ca (lett. "Marcia verso il fronte") è l'inno nazionale del Vietnam, intitolato anche Đoàn quân Việt Minh đi.
È stato composto nel 1944 da Nguyen Van Cao, venne adottato nel 1946 come inno nazionale del Vietnam del Nord, e nel 1976, dopo la riunificazione del Vietnam, divenne l'inno ufficiale dell'intero Paese. Di fatto ne viene usata solo la prima strofa, poiché la seconda è caduta in disuso dopo la guerra del Vietnam.

## Testo
| Vietnamita | Italiano |
| --- | --- |
| Đoàn quân Việt Nam đi Chung lòng cứu quốc Bước chân dồn vang trên đường gập ghềnh xa Cờ in máu chiến thắng mang hồn nước, Súng ngoài xa chen khúc quân hành ca. Đường vinh quang xây xác quân thù, [nguyên thuỷ câu này là: thề phanh thây uống máu quân thù] Thắng gian lao cùng nhau lập chiến khu. Vì nhân dân chiến đấu không ngừng, Tiến mau ra sa trường, Tiến lên, cùng tiến lên. Nước non Việt Nam ta vững bền. Đoàn quân Việt Nam đi Sao vàng phấp phới Dắt giống nòi quê hương qua nơi lầm than Cùng chung sức phấn đấu xây đời mới, Đứng đều lên gông xích ta đập tan. Từ bao lâu ta nuốt căm hờn, Quyết hy sinh đời ta tươi thắm hơn. Vì nhân dân chiến đấu không ngừng, Tiến mau ra sa trường, Tiến lên, cùng tiến lên. Nước non Việt Nam ta vững bền. | Soldati del Vietnam avanziamo, Con la volontà di salvare la nostra patria I nostri passi affrettati risuonano sulla lunga e impervia via La nostra bandiera, rossa del sangue vittorioso, porta lo spirito del Paese Il rombo distante delle armi si fonde con la nostra canzone di marcia La via della gloria passa sui corpi dei nostri nemici Superando ogni difficoltà, insieme costruiamo le basi della resistenza Senza sosta impegniamoci per la causa del popolo Accorrendo alla battaglia Avanti! Avanzando tutti insieme! Il nostro Vietnam è forte in eterno. Soldati del Vietnam avanziamo, La stella oro della nostra bandiera al vento Guida il popolo e la terra natìa fuor da miserie e sofferenze Uniamo gli sforzi nella lotta per costruire una nuova vita Alziamoci e spezziamo le catene Perché troppo abbiamo ingoiato il nostro odio Restiamo pronti a ogni sacrificio e la nostra vita sarà radiosa Senza sosta impegniamoci per la causa del popolo Accorrendo alla battaglia Avanti! Avanzando tutti insieme! Il nostro Vietnam è forte in eterno. |

(Composto da: Nguyễn Văn Cao)